# جشن عاشق
جشن عاشق (انگلیسی: Lover Fest) ششمین تور کنسرت و جشنواره موسیقی توسط خواننده و ترانه‌سرا آمریکایی تیلور سوئیفت، در حمایت از هفتمین آلبوم استودیویی‌اش، عاشق (۲۰۱۹) است. این تور قرار بود از تاریخ ۵ آوریل ۲۰۲۰ در آتلانتا، جورجیا آغاز شود و در تاریخ ۱ اوت همان سال در فاکسبرو، ماساچوست به پایان برسد اما به دلیل دنیاگیری کروناویروس به سال بعد موکول شد. در آوریل ۲۰۲۰، به دنبال نگرانی‌های دنیاگیری کروناویروس، تمام تاریخ‌های جشنواره لغو شد، در حالی که نمایش استادیوم در برزیل و ایالات متحده تا سال ۲۰۲۱ به تعویق افتاد.
در نهایت در ۲۷ فوریه ۲۰۲۱ سوئیت در طی توئیتی اعلام کرد که این‌طور به صورت رسمی کنسل شد.

## نمایش‌ها

### تاریخ‌های به تعویق افتاده
| تاریخ         | شهر         | کشور         | محل            | دلیل                |
| ------------- | ----------- | ------------ | -------------- | ------------------- |
| ۱۸ ژوئیه ۲۰۲۰ | سائو پائولو | برزیل        | آلیانز پارک    | دنیاگیری کروناویروس |
| ۱۹ ژوئیه ۲۰۲۰ | سائو پائولو | برزیل        | آلیانز پارک    | دنیاگیری کروناویروس |
| ۲۵ ژوئیه ۲۰۲۰ | اینگلوود    | ایالات متحده | استادیوم سوفای | دنیاگیری کروناویروس |
| ۲۶ ژوئیه ۲۰۲۰ | اینگلوود    | ایالات متحده | استادیوم سوفای | دنیاگیری کروناویروس |
| ۳۱ ژوئیه ۲۰۲۹ | فاکسبرو     | ایالات متحده | ورزشگاه ژیلت   | دنیاگیری کروناویروس |
| ۱ اوت ۲۰۲۰    | فاکسبرو     | ایالات متحده | ورزشگاه ژیلت   | دنیاگیری کروناویروس |